# Phaneropora
Phaneropora är ett släkte av armfotingar. Phaneropora ingår i familjen Platidiidae.
Kladogram enligt Catalogue of Life:
| Phaneropora | \| \| Phaneropora galatheae \| \| \| \| \| \| Phaneropora incerta \| \| \| \| |
|             | \| \| Phaneropora galatheae \| \| \| \| \| \| Phaneropora incerta \| \| \| \| |
|             | Amphithyris                                                                   |
|             |                                                                               |
|             | Annuloplatidia                                                                |
|             |                                                                               |
|             | Leptothyrella                                                                 |
|             |                                                                               |
|             | Neoaemula                                                                     |
|             |                                                                               |
|             | Platidia                                                                      |
|             |                                                                               |
|             | Phaneropora galatheae                                                         |
|             |                                                                               |
|             | Phaneropora incerta                                                           |
|             |                                                                               |

|  | Phaneropora galatheae |
|  |                       |
|  | Phaneropora incerta   |
|  |                       |